# 15169 Wilfriedboland
A 15169 Wilfriedboland (ideiglenes jelöléssel (15169) 2629 P-L) a Naprendszer kisbolygóövében található aszteroida. Cornelis Johannes van Houten, Ingrid van Houten-Groeneveld és Tom Gehrels fedezte fel 1960. szeptember 24-én.